# Coppa del Mondo di ginnastica ritmica 2019
La Coppa del Mondo di ginnastica ritmica 2019  comprende quattro eventi World Cup e cinque eventi World Challenge Cup e si svolgerà tra l'Europa e l'Asia.
I punti delle quattro migliori prestazioni negli eventi di World Cup ottenuti da ogni partecipante vengono raccolti e sommati. In base al totale verranno quindi premiate per ogni categoria le atlete che avranno ottenuto più punti, durante la tappa finale di Kazan', Russia.

## Calendario
| Data                    | Evento                  | Location    |
| ----------------------- | ----------------------- | ----------- |
| 5-7 aprile              | FIG World Cup           | Pesaro      |
| 12-14 aprile            | FIG World Cup           | Sofia       |
| 19-21 aprile            | FIG World Cup           | Tashkent    |
| 26-28 aprile            | FIG World Cup           | Baku        |
| 3-5 maggio              | FIG World Challenge Cup | Guadalajara |
| 16-18 agosto            | FIG World Challenge Cup | Minsk       |
| 26-28 agosto            | FIG World Challenge Cup | Cluj-Napoca |
| 30 agosto - 1 settembre | FIG World Challenge Cup | Kazan'      |
| 6-8 settembre           | FIG World Challenge Cup | Portimão    |

## Vincitrici

### Concorso generale

#### Individualiste
| Competizioni        | Oro                  | Argento             | Bronzo                   |
| ------------------- | -------------------- | ------------------- | ------------------------ |
| World Cup           |                      |                     |                          |
| Pesaro              | Dina Averina         | Arina Averina       | Borjana Kalejn           |
| Sofia               | Aleksandra Soldatova | Linoy Ashram        | Katrin Taseva            |
| Tashkent            | Aleksandra Soldatova | Borjana Kalejn      | Anastasija Guženkova     |
| Baku                | Dina Averina         | Arina Averina       | Vlada Nikol'čenko        |
| World Challenge Cup |                      |                     |                          |
| Guadalajara         | Aleksandra Soldatova | Ekaterina Seleznëva | Alexandra Agiurgiuculese |
| Minsk               | Dina Averina         | Arina Averina       | Linoy Ashram             |
| Cluj-Napoca         | Linoy Ashram         | Ekaterina Seleznëva | Nicol Zelikman           |
| Kazan'              | Dina Averina         | Arina Averina       | Katrin Taseva            |
| Portimão            | Aleksandra Soldatova | Milena Baldassarri  | Alina Harnas'ko          |

#### Concorso Generale Gruppi
| Competizioni        | Oro      | Argento     | Bronzo      |
| ------------------- | -------- | ----------- | ----------- |
| World Cup           |          |             |             |
| Pesaro              | Russia   | Bulgaria    | Italia      |
| Sofia               | Bulgaria | Italia      | Giappone    |
| Tashkent            | Russia   | Uzbekistan  | Ucraina     |
| Baku                | Giappone | Russia      | Bulgaria    |
| World Challenge Cup |          |             |             |
| Guadalajara         | Italia   | Bulgaria    | Russia      |
| Minsk               | Russia   | Bulgaria    | Bielorussia |
| Cluj-Napoca         | Israele  | Azerbaigian | Ucraina     |
| Kazan'              | Russia   | Bulgaria    | Italia      |
| Portimão            | Italia   | Giappone    | Bielorussia |

### Specialità

#### Cerchio
| Competizioni        | Oro                      | Argento              | Bronzo               |
| ------------------- | ------------------------ | -------------------- | -------------------- |
| World Cup           |                          |                      |                      |
| Pesaro              | Arina Averina            | Dina Averina         | Kacjaryna Halkina    |
| Sofia               | Linoy Ashram             | Ekaterina Seleznëva  | Aleksandra Soldatova |
| Tashkent            | Aleksandra Soldatova     | Anastasija Guženkova | Vlada Nikol'čenko    |
| Baku                | Dina Averina             | Linoy Ashram         | Laura Zeng           |
| World Challenge Cup |                          |                      |                      |
| Guadalajara         | Aleksandra Soldatova     | Chrystyna Pohranyčna | Ekaterina Seleznëva  |
| Minsk               | Linoy Ashram             | Arina Averina        | Dina Averina         |
| Cluj Napoca         | Linoy Ashram             | Ekaterina Seleznëva  | Nicol Zelikman       |
| Kazan'              | Arina Averina            | Dina Averina         | Alina Harnas'ko      |
| Portimão            | Alexandra Agiurgiuculese | Anastasiia Salos     | Alina Harnas'ko      |

#### Palla
| Competizioni        | Oro                  | Argento                  | Bronzo                   |
| ------------------- | -------------------- | ------------------------ | ------------------------ |
| World Cup           |                      |                          |                          |
| Pesaro              | Arina Averina        | Borjana Kalejn           | Dina Averina             |
| Sofia               | Ekaterina Seleznëva  | Katrin Taseva            | Linoy Ashram             |
| Tashkent            | Aleksandra Soldatova | Borjana Kalejn           | Anastasija Guženkova     |
| Baku                | Linoy Ashram         | Dina Averina             | Kacjaryna Halkina        |
| World Challenge Cup |                      |                          |                          |
| Guadalajara         | Aleksandra Soldatova | Jeva Meleščuk            | Alexandra Agiurgiuculese |
| Minsk               | Dina Averina         | Arina Averina            | Linoy Ashram             |
| Cluj Napoca         | Ekaterina Seleznëva  | Dar'ja Trubnikova        | Nicol Zelikman           |
| Kazan'              | Dina Averina         | Arina Averina            | Borjana Kalejn           |
| Portimão            | Milena Baldassarri   | Alexandra Agiurgiuculese | Aleksandra Soldatova     |

#### Clavette
| Competizioni        | Oro                      | Argento                  | Bronzo               |
| ------------------- | ------------------------ | ------------------------ | -------------------- |
| World Cup           |                          |                          |                      |
| Pesaro              | Dina Averina             | Alexandra Agiurgiuculese | Alina Harnas'ko      |
| Sofia               | Linoy Ashram             | Katrin Taseva            | Aleksandra Soldatova |
| Tashkent            | Aleksandra Soldatova     | Neviana Vladinova        | Vlada Nikol'čenko    |
| Baku                | Dina Averina             | Arina Averina            | Vlada Nikol'čenko    |
| World Challenge Cup |                          |                          |                      |
| Guadalajara         | Aleksandra Soldatova     | Alexandra Agiurgiuculese | Ekaterina Seleznëva  |
| Minsk               | Dina Averina             | Linoy Ashram             | Arina Averina        |
| Cluj Napoca         | Vlada Nikol'čenko        | Linoy Ashram             | Denisa Mailat        |
| Kazan'              | Dina Averina             | Arina Averina            | Alina Harnas'ko      |
| Portimão            | Alexandra Agiurgiuculese | Milena Baldassarri       | Anastasiia Salos     |

#### Nastro
| Competizioni        | Oro                  | Argento                  | Bronzo                   |
| ------------------- | -------------------- | ------------------------ | ------------------------ |
| World Cup           |                      |                          |                          |
| Pesaro              | Dina Averina         | Katrin Taseva            | Alina Harnas'ko          |
| Sofia               | Aleksandra Soldatova | Katrin Taseva            | Linoy Ashram             |
| Tashkent            | Aleksandra Soldatova | Borjana Kalejn           | Ekaterina Vedeneeva      |
| Baku                | Anastasija Salos     | Dina Averina             | Arina Averina            |
| World Challenge Cup |                      |                          |                          |
| Guadalajara         | Aleksandra Soldatova | Ekaterina Seleznëva      | Alexandra Agiurgiuculese |
| Minsk               | Arina Averina        | Dina Averina             | Milena Baldassarri       |
| Cluj-Napoca         | Linoy Ashram         | Alexandra Agiurgiuculese | Nicol Zelikman           |
| Kazan'              | Arina Averina        | Dina Averina             | Kacjaryna Halkina        |
| Portimão            | Milena Baldassarri   | Jeva Meleščuk            | Camilla Feeley           |

#### 5 Palle
| Competizioni        | Oro         | Argento     | Bronzo      |
| ------------------- | ----------- | ----------- | ----------- |
| World Cup           |             |             |             |
| Pesaro              | Italia      | Russia      | Giappone    |
| Sofia               | Bielorussia | Giappone    | Russia      |
| Tashkent            | Russia      | Israele     | Uzbekistan  |
| Baku                | Russia      | Giappone    | Ucraina     |
| World Challenge Cup |             |             |             |
| Guadalajara         | Russia      | Italia      | Bulgaria    |
| Minsk               | Italia      | Russia      | Bulgaria    |
| Cluj Napoca         | Ucraina     | Azerbaigian | Israele     |
| Kazan'              | Russia      | Bulgaria    | Giappone    |
| Portimão            | Italia      | Giappone    | Bielorussia |

#### 3 Cerchi 4 Clavette
| Competizioni        | Oro         | Argento     | Bronzo      |
| ------------------- | ----------- | ----------- | ----------- |
| World Cup           |             |             |             |
| Pesaro              | Bulgaria    | Ucraina     | Israele     |
| Sofia               | Ucraina     | Bulgaria    | Giappone    |
| Tashkent            | Russia      | Uzbekistan  | Israele     |
| Baku                | Bulgaria    | Russia      | Ucraina     |
| World Challenge Cup |             |             |             |
| Guadalajara         | Bulgaria    | Russia      | Italia      |
| Minsk               | Bulgaria    | Bielorussia | Ucraina     |
| Cluj-Napoca         | Ucraina     | Israele     | Azerbaigian |
| Kazan'              | Bulgaria    | Russia      | Israele     |
| Portimão            | Bielorussia | Italia      | Giappone    |